# Måneskin
Måneskin (lit. ‘clar de lluna’) és un grup de rock italià i rock anglès, fundat el 2016 a Roma. Els components del grup són Damiano David (veu), Victoria de Angelis (baix), Thomas Raggi (guitarra) i Ethan Torchio (bateria).
El 2017 el grup va acabar en segon lloc a l'onzena edició del programa italià X Factor. Gràcies a aquesta participació, van firmar un contracte amb la discogràfica Sony Music i van publicar l'EP Chosen aquell mateix any.
A principis del 2021 van guanyar el Festival de Sanremo amb la cançó «Zitti e buoni». Seguidament, amb la mateixa cançó, van representar a Itàlia en el Festival de la Cançó d'Eurovisió 2021, que es va celebrar a la ciutat neerlandesa de Rotterdam el 22 de maig del 2021, i el van guanyar amb una puntuació de 524 punts.

## Història
El grup va ser format per Victoria de Angelis i Thomas Raggi, amics de la secundària, l'agost del 2015. Després s'hi va sumar Damiano David i, a través d'un anunci a Facebook, van contractar Ethan Torchio.
L'any 2016, el grup es va presentar al concurs Pulse - High School Band Contest i el va guanyar. Va ser aquí quan van utilitzar per primer cop el nom de Måneskin, que se li va acudir a Victoria De Angelis, qui té origen danès per part de mare.
L'any 2017 van participar en l'onzena edició del programa X Factor, en el qual després d'una participació existosa van quedar en segona posició. Gràcies a l'èxit al programa, van publicar l'EP Chosen aquell mateix any, amb el qual van aconseguir el doble disc de platí de la Federazione Industria Musicale Italiana.
El 23 de març de 2018 sortí el seu senzill Morirò da re, certificat amb el doble disc de platí, i el 28 de setembre el senzill Torno a casa, que també fou un gran èxit. Finalment, l'octubre del 2018, aquests dos singles foren inclosos al seu primer àlbum Il ballo della vita. A partir de l'àlbum van començar una gira europea molt exitosa, Il ballo della vita Tour.
El 30 d'octubre de 2020 van publicar el single Vent'anni com a primer tema del seu segon àlbum d'estudi, Teatro d'ira - Vol. I, que va publicar-se el 19 de març de 2021 amb un total de 8 cançons.
A finals del 2020 es va anunciar que participarien al Festival de Sanremo 2021 amb el tema «Zitti e buoni». Finalment, el 6 de març del 2021 van aconseguir la victòria. Com és costum, van participar amb el mateix tema al Festival de la Cançó d'Eurovisió 2021. També el van guanyar, amb un total de 524 punts. D'aquesta manera, es van convertir en els primers concursants a guanyar a Sanremo i a Eurovisió amb el mateix tema des de l'any 1964 amb Gigliola Cinquetti i la cançó «Non ho l'età (per amarti)».
L'any 2021, van guanyar la seva categoria al millor artista de rock als premis MTV EMA. En aquest 2021 també van ser nomenats al concurs American Music Awards.

## Discografia

### Àlbums d'estudi
- Il ballo della vita (2018)
- Teatro d'ira - Vol. I (2021)
- RUSH! (2023)
- RUSH! (ARE U COMING?) (2023)

### EP
- Chosen (2017)